# 刘慎之
刘慎之（1911年5月—1969年5月3日），原名刘玉田，曾用名刘振帮。河北省静海县（今天津市静海县）人。曾任福建省副省长。

## 生平
1943年8月赴延安。1943年10月入中央党校学习。1945年4月至6月作为晋察冀代表团成员出席中共七大。
抗战胜利后回晋察冀，1945年8月任冀热辽区委城工部部长。1945年12月至1949年3月任冀东区委委员、城工部部长（至1946年4月）。1946年3月至5月任冀热辽第十八地委书记兼冀热辽军区第十五军分区政治委员。1947年5月至1949年7月任冀东区委民运部部长。
1949年2月常委冀东区党委南下工作团党委委员。任醴陵地委书记兼醴陵军分区政治委员。1950年1月任湘西军区零陵军分区政治委员兼永州地委书记，湖南省土改委员会委员。1951年5月任衡阳铁路局党委书记兼政治部主任。1953年任广州铁路局局长兼党委书记，华南分局委员、广东省委委员。1958年，广州铁路管理局奉铁道部2月8日(58)铁丑武20号电，转发李富春副总理关于开发海南经济问题的电报指示，于3月21日，委派广州铁路局局长刘慎之率领一个三人调查小组，到琼调查研究后，以《关于海南铁路规划问题报告》呈文铁道部，提出以海口为枢纽兴建海南环岛铁路。1959年1月至1963年4月任福建省委常务委员兼省委工交部部长（至1962年12月）。1960年5月至1963年4月任福建省副省长。1962年9月在中共八届十中全会上被选为中共中央监察委员会候补委员至1966年5月，任中监委驻华东局监察组负责人。“文化大革命”中受迫害。1980年平反昭雪，恢复名誉。
中共六大代表、中共七大代表。